# آرامگاه آقا سید حسین لنگرود
بقعه آقا سید حسین لنگرود از آثار تاریخی مربوط به سدهٔ ۸ ه.ق است که در بافت قدیم شهر لنگرود، جنب بازار لنگرود واقع شده است. این اثر در تاریخ ۴ تیر ۱۳۷۷ با شمارهٔ ثبت ۲۰۴۵ به‌عنوان یکی از آثار ملی ایران به ثبت رسیده است.